# CEV Cup 2009–2010 (damer)
CEV Cup 2009–2010 spelades mellan 1 december 2009 och 21 mars 2010. Det var den 38:e upplagan av tävlingen och 31 lag från CEV:s medlemsförbund deltog. Finalspelet (semifinaler och framåt) spelades i Baku, Azerbajdjan. Futura Volley Busto Arsizio vann tävlingen för första gången genom att besegra OK Röda stjärnan Belgrad. Carmen Țurlea var främsta poängvinnare och utsåges även till mest värdefulla spelare.

## Deltagande lag
| - Türk Telekom GSK - Panathinaikos Athlitikos Omilos - Azərreyl QVK - Rabita Baku - OK Röda stjärnan Belgrad - CS Dinamo București - Futura Volley Busto Arsizio - Charleroi Volley | - CSV 2004 Tomis Constanța - VK Uralochka-NTMK - VDK Gent - ATSC Klagenfurt - Eczacıbaşı SK - Istres Ouest Provence VB - Entente Sportive Le Cannet-Rocheville - AEL Limassol | - CS Madeira - OK Branik - CV Ciutadella - ŽOK Dinamo Pančevo 1973 - PTPS Piła - CD Ribeirense - VK Sieverodontjanka - VC Kanti | - Schwechat Post - Schweriner SC - Sliedrecht Sport - ŽOK Split 1700 - OK Velika Gorica - VC Weert - Gwardia Wrocław - Voléro Zürich |

Türk Telekom GSK drog sig ur då klubben lades ner

## Sextondelsfinaler

### Match 1
| Datum    | Mellan                                                   | Resultat | Set   | Set   | Set   | Set   | Set   | Poäng totalt | Speltid | Åskådare |
| Datum    | Mellan                                                   | Resultat | 1     | 2     | 3     | 4     | 5     | Poäng totalt | Speltid | Åskådare |
| -------- | -------------------------------------------------------- | -------- | ----- | ----- | ----- | ----- | ----- | ------------ | ------- | -------- |
| 01-12-09 | Gwardia Wrocław - Rabita Baku                            | 1 - 3    | 20:25 | 26:24 | 15:25 | 11:25 |       | 72 - 99      | 1h:45   | 800      |
| 01-12-09 | Eczacıbaşı SK - VC Weert                                 | 3 - 1    | 22:25 | 25:19 | 25:12 | 25:10 |       | 97 - 66      | 1h:32   | 800      |
| 01-12-09 | VDK Gent - VK Sieverodontjanka                           | 3 - 2    | 25:23 | 22:25 | 25:21 | 23:25 | 15:11 | 110 - 105    | 1h:54   | 580      |
| 01-12-09 | ŽOK Split 1700 - CS Dinamo București                     | 2 - 3    | 25:22 | 23:25 | 20:25 | 25:19 | 12:15 | 105 - 106    | 2h:12   | 500      |
| 01-12-09 | Schweriner SC - VC Kanti                                 | 3 - 0    | 30:28 | 25:23 | 25:17 |       |       | 80 - 68      | 1h:31   | 2.320    |
| 01-12-09 | PTPS Piła - Voléro Zürich                                | 3 - 2    | 25:20 | 25:23 | 15:25 | 19:25 | 15:10 | 99 - 103     | 2h:01   | 1.500    |
| 01-12-09 | Türk Telekom GSK - ŽOK Dinamo Pančevo 1973               | 0 - 3    | 0:25  | 0:25  | 0:25  |       |       | 0 - 75       | 0h:00   | 0        |
| 02-12-09 | Entente Sportive Le Cannet-Rocheville - Sliedrecht Sport | 3 - 1    | 25:19 | 25:19 | 17:25 | 25:17 |       | 92 - 80      | 1h:45   | 800      |
| 02-12-09 | AEL Limassol - CSV 2004 Tomis Constanța                  | 0 - 3    | 17:25 | 10:25 | 14:25 |       |       | 41 - 75      | 1h:00   | 300      |
| 02-12-09 | Charleroi Volley - OK Branik                             | 2 - 3    | 28:26 | 23:25 | 25:21 | 17:25 | 10:15 | 103 - 112    | 2h:15   | 630      |
| 02-12-09 | Panathinaikos Athlitikos Omilos- VK Uralochka-NTMK       | 1 - 3    | 16:25 | 25:17 | 23:25 | 20:25 |       | 84 - 92      | 1h:36   | 200      |
| 02-12-09 | ATSC Klagenfurt - CD Ribeirense                          | 1 - 3    | 15:25 | 14:25 | 28:26 | 21:25 |       | 78 - 101     | 1h:41   | 250      |
| 02-12-09 | Istres Ouest Provence VB - CV Ciutadella                 | 0 - 3    | 18:25 | 20:25 | 16:25 |       |       | 54 - 75      | 1h:10   | 900      |
| 03-12-09 | Schwechat Post - Azərreyl QVK                            | 2 - 3    | 25:21 | 25:27 | 22:25 | 25:21 | 16:18 | 113 - 112    | 2h:19   | 650      |
| 03-12-09 | Futura Volley Busto Arsizio - OK Velika Gorica           | 3 - 0    | 25:14 | 25:18 | 25:17 |       |       | 75 - 49      | 1h:10   | 1.521    |
| 03-12-09 | OK Röda stjärnan Belgrad - CS Madeira                    | 3 - 0    | 25:10 | 25:11 | 25:5  |       |       | 75 - 26      | 0h:58   | 550      |

### Match 2
| Datum    | Mellan                                                   | Resultat | Set   | Set   | Set   | Set   | Set   | Poäng totalt | Speltid | Åskådare |
| Datum    | Mellan                                                   | Resultat | 1     | 2     | 3     | 4     | 5     | Poäng totalt | Speltid | Åskådare |
| -------- | -------------------------------------------------------- | -------- | ----- | ----- | ----- | ----- | ----- | ------------ | ------- | -------- |
| 08-12-09 | Azərreyl QVK - Schwechat Post                            | 3 - 0    | 25:18 | 25:20 | 25:15 |       |       | 75 - 53      | 1h:15   | 2.000    |
| 08-12-09 | CS Dinamo București - ŽOK Split 1700                     | 3 - 1    | 22:25 | 25:9  | 25:15 | 25:14 |       | 97 - 63      | 1h:37   | 100      |
| 08-12-09 | CSV 2004 Tomis Constanța - AEL Limassol                  | 3 - 0    | 25:21 | 25:16 | 25:16 |       |       | 75 - 53      | 1h:09   | 600      |
| 08-12-09 | VK Uralochka-NTMK - Panathinaikos Athlitikos Omilos      | 3 - 0    | 25:16 | 25:20 | 25:14 |       |       | 75 - 50      | 1h:05   | 1.800    |
| 08-12-09 | CD Ribeirense - ATSC Klagenfurt                          | 1 - 3    | 17:25 | 15:25 | 25:13 | 19:25 |       | 76 - 88      | 1h:46   | 250      |
| 08-12-09 | CV Ciutadella - Istres Ouest Provence VB                 | 3 - 1    | 25:18 | 23:25 | 25:21 | 25:21 |       | 98 - 85      | 1h:38   | 1.200    |
| 09-12-09 | Sliedrecht Sport - Entente Sportive Le Cannet-Rocheville | 1 - 3    | 25:19 | 20:25 | 18:25 | 22:25 |       | 85 - 94      | 1h:40   | 1.100    |
| 09-12-09 | VC Weert - Eczacıbaşı SK                                 | 1 - 3    | 10:25 | 25:16 | 14:25 | 20:25 |       | 69 - 91      | 1h:21   | 500      |
| 09-12-09 | OK Velika Gorica - Futura Volley Busto Arsizio           | 1 - 3    | 12:25 | 25:19 | 15:25 | 14:25 |       | 66 - 94      | 1h:30   | 220      |
| 09-12-09 | VK Sieverodontjanka - VDK Gent                           | 2 - 3    | 25:10 | 21:25 | 25:19 | 17:25 | 9:15  | 97 - 94      | 1h:45   | 2.500    |
| 09-12-09 | VC Kanti - Schweriner SC                                 | 0 - 3    | 17:25 | 23:25 | 12:25 |       |       | 52 - 75      | 1h:12   | 915      |
| 09-12-09 | Voléro Zürich - PTPS Piła                                | 2 - 3    | 20:25 | 25:15 | 25:17 | 21:25 | 11:15 | 102 - 97     | 2h:03   | 900      |
| 09-12-09 | OK Branik - Charleroi Volley                             | 0 - 3    | 14:25 | 21:25 | 20:25 |       |       | 55 - 75      | 1h:16   | 350      |
| 09-12-09 | ŽOK Dinamo Pančevo 1973 - Türk Telekom GSK               | 3 - 0    | 25:0  | 25:0  | 25:0  |       |       | 75 - 0       | 0h:00   | 0        |
| 09-12-09 | CS Madeira - OK Röda stjärnan Belgrad                    | 0 - 3    | 10:25 | 20:25 | 18:20 |       |       | 48 - 75      | 1h:09   | 130      |
| 10-12-09 | Rabita Baku - Gwardia Wrocław                            | 3 - 1    | 25:15 | 23:25 | 25:15 | 25:23 |       | 98 - 78      | 1h:41   | 2.800    |

### Kvalificerade lag
| - Azərreyl QVK - Rabita Baku - OK Röda stjärnan Belgrad - CS Dinamo București - Futura Volley Busto Arsizio - Charleroi Volley - CSV 2004 Tomis Constanța - VK Uralochka-NTMK | - VDK Gent - ATSC Klagenfurt (12:15)* - Eczacıbaşı SK - Entente Sportive Le Cannet-Rocheville - CV Ciutadella - Schweriner SC - ŽOK Dinamo Pančevo 1973 - PTPS Piła |

* Kvalificerad genom golden-set

## Åttondelsfinaler

### Match 1
| Datum    | Mellan                                              | Resultat | Set   | Set   | Set   | Set   | Set   | Poäng totalt | Speltid | Åskådare |
| Datum    | Mellan                                              | Resultat | 1     | 2     | 3     | 4     | 5     | Poäng totalt | Speltid | Åskådare |
| -------- | --------------------------------------------------- | -------- | ----- | ----- | ----- | ----- | ----- | ------------ | ------- | -------- |
| 05-01-10 | ŽOK Dinamo Pančevo 1973 - ATSC Klagenfurt           | 3 - 1    | 21:25 | 28:26 | 25:26 | 25:21 |       | 99 - 98      | 1h:46   | 400      |
| 06-01-10 | Entente Sportive Le Cannet-Rocheville - Rabita Baku | 3 - 1    | 25:22 | 21:25 | 25:22 | 25:18 |       | 96 - 87      | 1h:46   | 650      |
| 06-01-10 | Futura Volley Busto Arsizio - VDK Gent              | 3 - 1    | 23:25 | 25:16 | 25:16 | 25:17 |       | 98 - 74      | 1h:37   | 2346     |
| 06-01-10 | CS Dinamo București - Schweriner SC                 | 3 - 1    | 25:23 | 25:15 | 16:25 | 25:17 |       | 91 - 80      | 1h:44   | 300      |
| 06-01-10 | PTPS Piła - CSV 2004 Tomis Constanța                | 0 - 3    | 14:25 | 15:25 | 22:25 |       |       | 51 - 75      | 1h:10   | 1.200    |
| 06-01-10 | Charleroi Volley - VK Uralochka-NTMK                | 1 - 3    | 19:25 | 25:23 | 19:25 | 19:25 |       | 82 - 98      | 1h:35   | 550      |
| 06-01-10 | OK Röda stjärnan Belgrad - CV Ciutadella            | 3 - 0    | 25:21 | 25:16 | 25:21 |       |       | 75 - 58      | 1h:16   | 750      |
| 07-01-10 | Azərreyl QVK - Eczacıbaşı SK                        | 2 - 3    | 25:23 | 25:23 | 21:25 | 10:25 | 15:17 | 96 - 113     | 2:07    | 3.000    |

### Match 2
| Datum    | Mellan                                              | Resultat | Set   | Set   | Set   | Set   | Set | Poäng totalt | Speltid | Åskådare |
| Datum    | Mellan                                              | Resultat | 1     | 2     | 3     | 4     | 5   | Poäng totalt | Speltid | Åskådare |
| -------- | --------------------------------------------------- | -------- | ----- | ----- | ----- | ----- | --- | ------------ | ------- | -------- |
| 13-01-10 | Eczacıbaşı SK - Azərreyl QVK                        | 3 - 0    | 25:15 | 25:22 | 25:15 |       |     | 75 - 52      | 1h:10   | 1.000    |
| 13-01-10 | VDK Gent - Futura Volley Busto Arsizio              | 1 - 3    | 17:25 | 25:23 | 17:25 | 25:27 |     | 84 - 100     | 1h:40   | 456      |
| 13-01-10 | Schweriner SC - CS Dinamo București                 | 3 - 0    | 25:23 | 25:22 | 25:22 |       |     | 75 - 67      | 1:24    | 2.120    |
| 13-01-10 | CSV 2004 Tomis Constanța - PTPS Piła                | 3 - 0    | 25:19 | 25:10 | 25:17 |       |     | 75 - 46      | 1h:09   | 400      |
| 13-01-10 | CV Ciutadella - OK Röda stjärnan Belgrad            | 3 - 1    | 25:15 | 18:25 | 25:22 | 25:20 |     | 93 - 82      | 1h:34   | 1.000    |
| 14-01-10 | Rabita Baku - Entente Sportive Le Cannet-Rocheville | 3 - 0    | 25:22 | 25:21 | 25:18 |       |     | 75 - 61      | 1h:19   | 3.000    |
| 14-01-10 | VK Uralochka-NTMK - Charleroi Volley                | 3 - 0    | 25:13 | 25:13 | 25:13 |       |     | 75 - 39      | 1h:01   | 500      |
| 14-01-10 | ATSC Klagenfurt - ŽOK Dinamo Pančevo 1973           | 0 - 3    | 19:25 | 17:25 | 19:25 |       |     | 55 - 75      | 1h:22   | 250      |

### Kvalificerade lag
- Rabita Baku
- OK Röda stjärnan Belgrad
- Futura Volley Busto Arsizio
- CSV 2004 Tomis Constanța
- VK Uralochka-NTMK
- Eczacıbaşı SK
- Schweriner SC
- ŽOK Dinamo Pančevo 1973

## Kvartsfinaler

### Match 1
| Datum    | Mellan                                             | Resultat | Set   | Set   | Set   | Set   | Set   | Poäng totalt | Speltid | Åskådare |
| Datum    | Mellan                                             | Resultat | 1     | 2     | 3     | 4     | 5     | Poäng totalt | Speltid | Åskådare |
| -------- | -------------------------------------------------- | -------- | ----- | ----- | ----- | ----- | ----- | ------------ | ------- | -------- |
| 17-02-10 | CSV 2004 Tomis Constanța - VK Uralochka-NTMK       | 1 - 3    | 24:26 | 25:27 | 25:11 | 21:25 |       | 95 - 89      | 1h:44   | 1.000    |
| 17-02-10 | ŽOK Dinamo Pančevo 1973 - OK Röda stjärnan Belgrad | 0 - 3    | 16:25 | 14:25 | 15:25 |       |       | 43 - 75      | 1h:09   | 1.500    |
| 18-02-10 | Rabita Baku - Eczacıbaşı SK                        | 3 - 0    | 25:20 | 27:25 | 25:16 |       |       | 77 - 61      | 1h:24   | 3.000    |
| 18-02-10 | Futura Volley Busto Arsizio - Schweriner SC        | 3 - 2    | 25:22 | 21:25 | 25:21 | 17:25 | 15:10 | 103 - 103    | 2h:08   | 2.044    |

### Match 2
| Datum    | Mellan                                             | Resultat | Set   | Set   | Set   | Set   | Set | Poäng totalt | Speltid | Åskådare |
| Datum    | Mellan                                             | Resultat | 1     | 2     | 3     | 4     | 5   | Poäng totalt | Speltid | Åskådare |
| -------- | -------------------------------------------------- | -------- | ----- | ----- | ----- | ----- | --- | ------------ | ------- | -------- |
| 23-02-10 | OK Röda stjärnan Belgrad - ŽOK Dinamo Pančevo 1973 | 3 - 0    | 25:20 | 25:12 | 25:14 |       |     | 75 - 46      | 1h:21   | 1.500    |
| 24-02-10 | Eczacıbaşı SK - Rabita Baku                        | 3 - 1    | 25:23 | 25:17 | 21:25 | 25:21 |     | 96 - 86      | 1h:48   | 800      |
| 24-02-10 | Schweriner SC - Futura Volley Busto Arsizio        | 1 - 3    | 25:17 | 19:25 | 24:26 | 18:25 |     | 86 - 93      | 2h:04   | 3.280    |
| 25-02-10 | VK Uralochka-NTMK - CSV 2004 Tomis Constanța       | 3 - 1    | 25:17 | 25:20 | 27:29 | 25:21 |     | 102 - 87     | 1h:37   | 2.100    |

### Kvalificerade lag
- Rabita Baku
- OK Röda stjärnan Belgrad
- Futura Volley Busto Arsizio
- VK Uralochka-NTMK

## Finalspel
Finalspelet genomfördes i Baku, Azerbajdzjan. Semifinalerna spelades 20 mars medan match om tredjepris och final spelades 21 mars.

### Spelschema
|  | Semifinaler                 | Semifinaler |                          |                             | Final               | Final               |  |
|  |                             |             |                          |                             |                     |                     |  |
|  | Rabita Baku                 | 2           |                          |                             |                     |                     |  |
|  | Rabita Baku                 | 2           |                          |                             |                     |                     |  |
|  | Futura Volley Busto Arsizio | 3           |                          |                             |                     |                     |  |
|  | Futura Volley Busto Arsizio | 3           |                          | Futura Volley Busto Arsizio | 3                   |                     |  |
|  |                             |             |                          | Futura Volley Busto Arsizio | 3                   |                     |  |
|  |                             |             | OK Röda stjärnan Belgrad | 1                           |                     |                     |  |
|  | VK Uralochka-NTMK           | 2           | OK Röda stjärnan Belgrad | 1                           |                     |                     |  |
|  | VK Uralochka-NTMK           | 2           |                          |                             |                     |                     |  |
|  | OK Röda stjärnan Belgrad    | 3           |                          |                             | Match om tredjepris | Match om tredjepris |  |
|  | OK Röda stjärnan Belgrad    | 3           |                          |                             |                     |                     |  |
|  |                             |             |                          |                             |                     |                     |  |
|  |                             |             |                          |                             | Rabita Baku         | 3                   |  |
|  |                             |             |                          |                             | Rabita Baku         | 3                   |  |
|  |                             |             |                          |                             | VK Uralochka-NTMK   | 1                   |  |

#### Resultat
| Datum    | Mellan                                                 | Resultat | Set   | Set   | Set   | Set   | Set   | Poäng totalt | Speltid | Åskådare |
| Datum    | Mellan                                                 | Resultat | 1     | 2     | 3     | 4     | 5     | Poäng totalt | Speltid | Åskådare |
| -------- | ------------------------------------------------------ | -------- | ----- | ----- | ----- | ----- | ----- | ------------ | ------- | -------- |
| 20-03-10 | Rabita Baku - Futura Volley Busto Arsizio              | 2 - 3    | 15:25 | 25:22 | 21:25 | 25:17 | 12:15 | 98 - 104     | 2h:07   | 2.600    |
| 20-03-10 | VK Uralochka-NTMK - OK Röda stjärnan Belgrad           | 2 - 3    | 25:21 | 18:25 | 23:25 | 31:29 | 11:15 | 108 - 115    | 1h:51   | 700      |
| 21-03-10 | Rabita Baku - VK Uralochka-NTMK                        | 3 - 1    | 16:25 | 25:12 | 25:22 | 25:16 |       | 91 - 75      | 1h:31   | 2.000    |
| 21-03-10 | Futura Volley Busto Arsizio - OK Röda stjärnan Belgrad | 3 - 1    | 22:25 | 25:22 | 25:12 | 25:22 |       | 97 - 81      | 1h:44   | 1.000    |

## Individuella utmärkelser
| Utmärkelse              | Namn              | Lag                         |
| ----------------------- | ----------------- | --------------------------- |
| Mest värdefulla spelare | Carmen Țurlea     | Futura Volley Busto Arsizio |
| Bästa poängvinnare      | Carmen Țurlea     | Futura Volley Busto Arsizio |
| Bästa anfallare         | Sanja Starović    | Rabita Baku                 |
| Bästa blockare          | Lucia Crisanti    | Futura Volley Busto Arsizio |
| Bästa servare           | Stefana Veljković | OK Röda stjärnan Belgrad    |
| Bästa passare           | Bojana Živković   | OK Röda stjärnan Belgrad    |
| Bästa mottagare         | Tamara Rakić      | OK Röda stjärnan Belgrad    |
| Bästa libero            | Silvija Popović   | Rabita Baku                 |